# Centro di organizzazione dei microtubuli

Ruolo del MTOC nella formazione del fuso mitotico

Il centro di organizzazione dei microtubuli (noto anche con l'acronimo MTOC, dall'inglese microtubule-organizing center) è una struttura presente nelle cellule eucariotiche che permette la nucleazione dei microtubuli. Nonostante le caratteristiche morfologiche dei MTOC varino tra i diversi phyla e regni, tutti hanno in comune la γ-tubulina, un componente proteico che funge da marker, attraverso il quale è possibile effettuare il rilevamento immuistochimico di ogni centro di organizzazione dei microtubuli.
I MTOC svolgono principalmente due funzioni: 
1. Organizzazione dei flagelli e delle ciglia eucariotiche;
2. Organizzazione dell'apparato del fuso mitotico e meiotico, che separano i cromosomi durante la divisione cellulare.

Negli animali, i due tipi più importanti di MTOC sono i corpi basali associati a ciglia e flagelli e il centrosoma associato alla formazione del fuso.

## Organizzazione dei MTOC nelle cellule
La funzione dei MTOC si verifica sia nel sito in cui inizia la formazione dei microtubuli, sia nel punto in cui vengono attratte le estremità libere dei microtubuli. All'interno delle cellule, i centri di organizzazione dei microtubuli possono assumere molte forme diverse. Una serie di microtubuli può organizzarsi in una struttura a girandola per formare i corpi basali, la quale può portare alla formazione di matrici di microtubuli nel citoplasma o nell’assonema 9+2. Altre composizioni sono i corpi dei poli fusi dei funghi e le cinetocore cromosomiche eucariotiche. I MTOC possono trovarsi liberamente dispersi in tutto il citoplasma o localizzate centralmente come fuochi.
I MTOC più importanti sono il centrosoma all’interfase e i poli del fuso mitotico.

## Centrosoma

Centrosoma

Il centrosoma è una struttura non membranosa posta vicino al nucleo e circondata da materiale pericentriolare (PCM) amorfo e elettrondenso, preposta alla formazione, alla demolizione e all'organizzazione dei microtubuli della cellula. All’interno del centrosoma sono presenti una coppia di strutture cilindriche chiamate centrioli.
I centrioli possono agire come marker per MTOC nella cellula. Se sono distribuiti liberamente nel citoplasma, i centrioli possono riunirsi durante la differenziazione per diventare MTOC. Possono anche essere centrati attorno a un centrosoma come un singolo MTOC, sebbene i centrosomi possano funzionare come un MTOC anche in assenza di centrioli.
Il centrosoma ha un ruolo centrale nel processo mitotico. Quando la cellula si prepara, in vista della divisione cellulare, i centrioli assumono una posizione reciproca ad angolo retto. Durante la divisione cellulare, i centrosomi si spostano verso le estremità opposte della cellula e dei microtubuli nucleati per aiutare a formare il fuso mitotico/meiotico. Se il MTOC non si replica, il fuso non può formarsi e la mitosi cessa prematuramente.

## Centrosoma all’interfase
La maggior parte delle cellule animali possiede un MTOC durante l'interfase, solitamente situato vicino al nucleo e generalmente associato strettamente all'apparato di Golgi. Prima che inizi la divisione cellulare, il MTOC all’interfase si replica per formare due MTOC distinti. Il MTOC prende il nome di centrosoma ed è costituito da una coppia di centrioli al centro, circondati da materiale pericentriolare (PCM). I microtubuli sono ancorati al MTOC dalle loro estremità ‘meno’, mentre le loro estremità ‘più’ continuano a crescere verso la periferia della cellula. La polarità dei microtubuli è importante per il trasporto cellulare, poiché le proteine motorie chinesina e dineina si muovono tipicamente preferenzialmente rispettivamente nelle direzioni centrifuga (+) e centripeta (-), lungo un microtubulo, consentendo alle vescicole di essere dirette dal reticolo endoplasmatico all’apparato di Golgi e viceversa.
Tutti i MTOC hanno in comune un componente proteico, la γ-tubulina, presente nel materiale pericentriolare e impiegata nell’interazione con l'estremità ‘meno’ del microtubulo. L'organizzazione dei microtubuli nel centrosoma, è determinata dalla polarità dei microtubuli definita dalla y-tubulina.

## Corpo basale
I microtubuli localizzati in un ciglio o in un flagello sono generati da microtubuli organizzati in una struttura simile a quella dei centrioli, detta corpo basale. Come con il centrosoma, questi MTOC si stabilizzano e danno direzione ai microtubuli, in questo caso per consentire il movimento unidirezionale del ciglio stesso, piuttosto che le vescicole che si muovono lungo di esso.

## Corpo polare del fuso
I centrioli non esistono negli MTOC di lieviti e funghi. Nei lieviti e in alcune alghe, il MTOC è incorporato nell'involucro nucleare come corpo polare del fuso o SPB (sigla di spindle pole body). In questi organismi, l'involucro nucleare non si rompe durante la mitosi e il corpo polare del fuso serve a collegare il citoplasma con i microtubuli nucleari.
Il corpo polare del fuso a forma di disco è organizzato in tre strati: la placca centrale, la placca interna e la placca esterna. La placca centrale è incorporata nella membrana, la placca interna è uno strato intranucleare amorfo e la placca esterna è lo strato situato nel citoplasma.

## MTOC nelle piante
Le cellule vegetali mancano sia di centrosomi, che di centrioli o di corpi polari del fuso, ad eccezione che nei loro gameti maschili flagellati, mentre sono completamente assenti nelle conifere e nelle piante in fiore. In queste cellule la cortex e la superficie nucleare stessa sembrano funzionare come il principale MTOC per la nucleazione dei microtubuli e l'organizzazione del fuso durante la mitosi delle cellule vegetali.

## Trasduzione del segnale
L'MTOC si riorienta durante la trasduzione del segnale, principalmente mentre avvengono la riparazione delle ferite o le risposte immunitarie. La MTOC in cellule come macrofagi, fibroblasti e cellule endoteliali, viene rilocalizzata in una posizione intermedia tra il bordo della cellula e il nucleo. Organuli come l'apparato di Golgi aiutano nel riorentamento della MTOC che può verificarsi rapidamente. I segnali di trasduzione provocano la crescita o la contrazione dei microtubuli, oltre a far sì che il centrosoma ottenga motilità. Il MTOC è situato in una posizione perinucleare e contiene le estremità negative dei microtubuli, mentre le estremità positive crescono rapidamente verso il bordo della cella. L'apparato di Golgi si riorienta con il MTOC e insieme fanno sì che la cellula invii apparentemente un segnale polarizzato.
Durante le risposte immunitarie, in seguito all'interazione con una cellula bersaglio, in risposta a specifici antigeni di cellule presentanti l'antigene (APC), da parte di cellule immunitarie, come le cellule T, cellule natural killer e linfociti T citotossici, è possibile localizzare i loro MTOC vicino alla zona di contatto tra la cellula immunitaria e la cellula bersaglio. Per le cellule T, la risposta di segnalazione del recettore delle cellule T provoca il riorientamento del microtubulo MTOC accorciando il cavo MTOC al sito di interazione del recettore delle cellule T.